# Chiapasskrikuv
Chiapasskrikuv (Megascops barbarus) är en fågel i familjen ugglor inom ordningen ugglefåglar.

## Utseende och läte
Chiapasskrikuven är en liten uggla med gula ögon. Fjäderdräkten liknar andra skrikuvars, men örontofsarna är mycket korta och syns ofta inte alls. Den har vidare relativt tydliga vitaktiga ögonbrynsstreck och de mörka teckningarna på undersidan ger snarare ett mer fjälligt än streckat intryck. Sången består av en spinnande drill, likt lätet från en groda eller en insekt.

## Utbredning och systematik
Fågelns utbredningsområde är bergsskogarna i södra Mexiko (Chiapas) och norra Guatemala. Den behandlas som monotypisk, det vill säga att den inte delas in i några underarter.

## Levnadssätt
Chiapasskrikuven hittas i fuktiga bergsskogar med tall och ek. Den föredrar tätare och blötare områden än mustaschskrikuven.

## Status
Trots det begränsade utbredningsområdet och det faktum att den minskar i antal anses beståndet vara livskraftigt av internationella naturvårdsunionen IUCN.  Beståndet uppskattas till endast mellan 20 000 och 50 000 vuxna individer.